# Associazione Sportiva Cittadella 2021-2022
Questa voce raccoglie le informazioni riguardanti l'Associazione Sportiva Cittadella nelle competizioni ufficiali della stagione 2021-2022.

## Stagione
Nella stagione 2021-2022 il Cittadella disputa il campionato di Serie B, con 52 punti ottiene l'undicesimo posto finale. Allenato dal confermato tecnico Edoardo Gorini il Cittadella raccoglie 30 punti in piena zona Play-off, nel girone di ritorno perde alcune posizioni, ottenendo 22 punti, con una tranquilla posizione di classifica. Autore di 10 reti in campionato Enrico Baldini nella sua seconda stagione a Cittadella, risulta il miglior marcatore dei veneti, bene anche il nigeriano Orji Okwonkwo che firma 7 reti. Nella Coppa Italia la squadra granata nei trentaduesimi di finale supera (2-1) il Monza dopo i tempi supplementari, poi nei sedicesimi di finale lascia il torneo, sconfitta (3-1) a Cagliari.

## Divise e sponsor
Gli sponsor principali sono Siderurgica Gabrielli e Sirmax; altri sponsor importanti sono Metalservice, Gavinox, Ocsa e Veneta nastri. Lo sponsor tecnico è Mizuno.
| Casa | Trasferta | Terza divisa |

## Rosa
Rosa e numerazione, tratte dal sito ufficiale del Cittadella, sono aggiornate al 22 agosto 2021.
| N. |                      | Ruolo | Calciatore          |
| -- | -------------------- | ----- | ------------------- |
| 1  | Italia (bandiera)    | P     | Filippo Manfrin     |
| 2  | Italia (bandiera)    | D     | Romano Perticone    |
| 3  | Italia (bandiera)    | D     | Amedeo Benedetti    |
| 5  | Italia (bandiera)    | D     | Davide Adorni       |
| 5  | Italia (bandiera)    | D     | Dario Del Fabro     |
| 6  | Argentina (bandiera) | D     | Santiago Visentin   |
| 7  | Italia (bandiera)    | A     | Luigi Cuppone       |
| 8  | Italia (bandiera)    | C     | Davide Mazzocco     |
| 9  | Spagna (bandiera)    | C     | Mamadou Tounkara    |
| 10 | Italia (bandiera)    | C     | Christian D'Urso    |
| 11 | Italia (bandiera)    | A     | Giacomo Beretta     |
| 15 | Italia (bandiera)    | D     | Domenico Frare      |
| 16 | Italia (bandiera)    | C     | Alessio Vita        |
| 17 | Italia (bandiera)    | D     | Daniele Donnarumma  |
| 18 | Italia (bandiera)    | D     | Alessandro Mattioli |
| 19 | Italia (bandiera)    | A     | Vincenzo Ciriello   |

| N. |                    | Ruolo | Calciatore           |
| -- | ------------------ | ----- | -------------------- |
| 20 | Tunisia (bandiera) | C     | Karim Laribi         |
| 21 | Italia (bandiera)  | A     | Camillo Tavernelli   |
| 22 | Nigeria (bandiera) | A     | Orji Okwonkwo        |
| 23 | Italia (bandiera)  | C     | Simone Branca        |
| 24 | Italia (bandiera)  | C     | Simone Icardi        |
| 25 | Albania (bandiera) | D     | Nikolas Smajlaj      |
| 26 | Italia (bandiera)  | C     | Nicola Pavan         |
| 29 | Italia (bandiera)  | C     | Valerio Mastrantonio |
| 33 | Uruguay (bandiera) | A     | Ignacio Lores Varela |
| 36 | Albania (bandiera) | P     | Elhan Kastrati       |
| 48 | Italia (bandiera)  | A     | Mirko Antonucci      |
| 72 | Italia (bandiera)  | C     | Andrea Danzi         |
| 77 | Italia (bandiera)  | P     | Luca Maniero         |
| 84 | Italia (bandiera)  | D     | Tommaso Cassandro    |
| 92 | Italia (bandiera)  | A     | Enrico Baldini       |

## Calciomercato

### Sessione estiva(dal 01/07 al 31/08)
| Acquisti | Acquisti            | Acquisti                 | Acquisti      |
| R.       | Nome                | da                       | Modalità      |
| -------- | ------------------- | ------------------------ | ------------- |
| P        | Gabriele Plechero   | Union San Giorgio Sedico | fine prestito |
| D        | Vincenzo Ciriello   | Casertana                | definitivo    |
| C        | Gianluca Bassano    | Bisceglie                | fine prestito |
| C        | Andrea Danzi        | Verona                   | definitivo    |
| C        | Simone Icardi       | Casertana                | definitivo    |
| C        | Alessandro Mattioli | Modena                   | definitivo    |
| A        | Mirko Antonucci     | Roma                     | definitivo    |
| A        | Luigi Cuppone       | Casertana                | definitivo    |
| A        | Paolo Grillo        | Catanzaro                | fine prestito |
| A        | Orji Okwonkwo       | Bologna                  | prestito      |
| A        | Mamadou Tounkara    | Viterbese                | definitivo    |

| Cessioni | Cessioni            | Cessioni     | Cessioni      |
| R.       | Nome                | a            | Modalità      |
| -------- | ------------------- | ------------ | ------------- |
| P        | Gabriele Plechero   | Luparense    | prestito      |
| D        | Agostino Camigliano | Reggiana     | definitivo    |
| C        | Gianluca Bassano    | Montevarchi  | prestito      |
| C        | Manuel Iori         |              | ritirato      |
| C        | Federico Proia      | L.R. Vicenza | definitivo    |
| A        | Marco Rosafio       | Reggiana     | definitivo    |
| A        | Frank Tsadjout      | Milan        | fine prestito |
| A        | Michael De Marchi   | Pescara      | definitivo    |
| A        | Paolo Grillo        | Vibonese     | prestito      |
| D        | Luca Ghiringhelli   | Ternana      | definitivo    |
| A        | Roberto Ogunseye    | Modena       | definitivo    |

### Sessione invernale(dal 03/01 al 31/01)
| Acquisti         | Acquisti             | Acquisti | Acquisti                         |
| R.               | Nome                 | da       | Modalità                         |
| ---------------- | -------------------- | -------- | -------------------------------- |
| D                | Dario Del Fabro      | Juventus | definitivo                       |
| D                | Santiago Visentin    | Crotone  | definitivo                       |
| C                | Karim Laribi         | Reggina  | prestito con diritto di riscatto |
| A                | Ignacio Lores Varela | Siena    | definitivo                       |
| Altre operazioni |                      |          |                                  |
| R.               | Nome                 | da       | Modalità                         |

| Cessioni         | Cessioni         | Cessioni | Cessioni                         |
| R.               | Nome             | a        | Modalità                         |
| ---------------- | ---------------- | -------- | -------------------------------- |
| D                | Davide Adorni    | Brescia  | definitivo                       |
| C                | Christian D'Urso | Perugia  | prestito con obbligo di riscatto |
| A                | Luigi Cuppone    | Potenza  | definitivo                       |
| Altre operazioni |                  |          |                                  |
| R.               | Nome             | a        | Modalità                         |

## Risultati

### Serie B

#### Girone di andata
| Arbitro: | Cosso (Reggio Calabria) |

|                                    |           |              |
| Acampora 5’ Lapadula 69’, 84’, 86’ | Marcatori | 13’ Okwonkwo |

| Arbitro: | Gariglio (Pinerolo) |

|                |           |                         |
| Okwonkwo 45+2’ | Marcatori | 10’ Coda 77’ Di Mariano |

| Arbitro: | Meraviglia (Pistoia) |

|  |           |              |
|  | Marcatori | 54’ Okwonkwo |

| Cittadella 17 ottobre 2021, ore 20:30 CEST 8ª giornata | Cittadella                | 0 – 0 referto | SPAL | Stadio Piercesare Tombolato (2.233 spett.)\| Arbitro: \| Ferrieri Caputi (Livorno) \| |
| Arbitro:                                               | Ferrieri Caputi (Livorno) |               |      |                                                                                       |

| Arbitro: | Manganiello (Pinerolo) |

|                    |           |  |
| D'Alessandro 90+1’ | Marcatori |  |

| Arbitro: | Dionisi (L'Aquila) |

|                    |           |                            |
| Baldini 78’ (rig.) | Marcatori | 23’ Vázquez 59’ Benedyczak |

| Arbitro: | Minelli (Varese) |

|  |           |          |
|  | Marcatori | 13’ Vita |

| Arbitro: | Meraviglia (Pistoia) |

|                             |           |  |
| Antonucci 47’ Baldini 90+1’ | Marcatori |  |

| Arbitro: | Piccinini (Forlì) |

|               |           |          |
| Partipilo 64’ | Marcatori | 23’ Vita |

| Arbitro: | Prontera (Bologna) |

|           |           |             |
| Matos 38’ | Marcatori | 78’ Beretta |

| Arbitro: | Abbattista (Molfetta) |

|                        |           |                                      |
| Baldini 16’ Branca 46’ | Marcatori | 74’ Gabrielloni 94’ (rig.) La Gumina |

| Arbitro: | Ayroldi (Molfetta) |

|  |           |         |
|  | Marcatori | 2’ Vita |

| Arbitro: | Colombo (Como) |

|                                |           |  |
| Baldini 33’ (rig.), 50’ (rig.) | Marcatori |  |

| Arbitro: | Paterna (Teramo) |

|           |           |               |
| Moreo 71’ | Marcatori | 52’ Antonucci |

| Arbitro: | Baroni (Firenze) |

|              |           |          |
| Okwonkwo 41’ | Marcatori | 16’ Caso |

#### Girone di ritorno
| Arbitro: | Marini (Roma) |

|                                                     |           |                                   |
| Proia 9’ Da Cruz 45+3’ (rig.) Meggiorini 82’ (rig.) | Marcatori | 14’ Frare 20’ Okwonkwo 57’ Branca |

| Crotone 5 febbraio 2022, ore 14:00 CET 21ª giornata | Crotone               | 0 – 0 referto | Cittadella | Ezio Scida (1 809 spett.)\| Arbitro: \| Abbattista (Molfetta) \| |
| Arbitro:                                            | Abbattista (Molfetta) |               |            |                                                                  |

| Arbitro: | Minelli (Varese) |

|  |           |                            |
|  | Marcatori | 22’ Casasola 54’ Buonaiuto |

| Arbitro: | Sozza (Seregno) |

|  |           |            |
|  | Marcatori | 3’ Beretta |

| Arbitro: | Gariglio (Pinerolo) |

|  |           |             |
|  | Marcatori | 69’ Improta |

| Arbitro: | Camplone (Pescara) |

|          |           |                           |
| Coda 88’ | Marcatori | 1’ Antonucci 65’ Tounkara |

| Arbitro: | Santoro (Messina) |

|                               |           |  |
| Beretta 20’, 42’ Tounkara 25’ | Marcatori |  |

| Ferrara 2 marzo 2022, ore 18:30 CET 27ª giornata | SPAL            | 0 – 0 referto | Cittadella | Stadio Paolo Mazza (4 132 spett.)\| Arbitro: \| Pezzuto (Lecce) \| |
| Arbitro:                                         | Pezzuto (Lecce) |               |            |                                                                    |

| Arbitro: | Piccinini (Forlì) |

|                    |           |                          |
| Baldini 38’ (rig.) | Marcatori | 13’ Valoti 90+4’ Ciurria |

| Arbitro: | Marchetti (Ostia) |

|           |           |                    |
| Jurić 81’ | Marcatori | 26’ (rig.) Beretta |

| Cittadella 15 marzo 2022, ore 18:30 CET 30ª giornata | Cittadella       | 0 – 0 referto | Reggina | Piercesare Tombolato (1 105 spett.)\| Arbitro: \| Maggioni (Lecco) \| |
| Arbitro:                                             | Maggioni (Lecco) |               |         |                                                                       |

| Arbitro: | Aureliano (Bologna) |

|                 |           |  |
| Torregrossa 39’ | Marcatori |  |

| Arbitro: | Miele (Nola) |

|                |           |                          |
| Tavernelli 90’ | Marcatori | 37’, 90+4’ A. Donnarumma |

| Cittadella 6 aprile 2022, ore 19:00 CEST 33ª giornata | Cittadella                 | 0 – 0 referto | Perugia | Stadio Piercesare Tombolato\| Arbitro: \| Robilotta (Sala Consilina) \| |
| Arbitro:                                              | Robilotta (Sala Consilina) |               |         |                                                                         |

| Arbitro: | Paterna (Teramo) |

|               |           |                  |
| Ciciretti 14’ | Marcatori | 13’, 35’ Baldini |

| Arbitro: | Giua (Olbia) |

|              |           |                  |
| Mazzocco 81’ | Marcatori | 26’, 32’ Corazza |

| Ascoli Piceno 25 aprile 2022, ore 12:30 CEST 36ª giornata | Ascoli           | 0 – 0 referto | Cittadella | Stadio Cino e Lillo Del Duca (6 164 spett.)\| Arbitro: \| Minelli (Varese) \| |
| Arbitro:                                                  | Minelli (Varese) |               |            |                                                                               |

| Arbitro: | Marini (Roma) |

|               |           |  |
| Cassandro 62’ | Marcatori |  |

### Coppa Italia

#### Turni eliminatori
| Arbitro: | Di Martino (Teramo) |

|                          |           |                    |
| Okwonkwo 8’ Tounkara 40’ | Marcatori | 26’ Carlos Augusto |

| Arbitro: | Ferrieri Caputi (Livorno) |

|                                  |           |                   |
| Deiola 16’ Ceter 40’ Pereiro 64’ | Marcatori | 85’ D. Donnarumma |

## Statistiche

### Statistiche di squadra
Statistiche aggiornate al 29 agosto 2021
| Competizione | Punti | In casa | In casa | In casa | In casa | In casa | In casa | In trasferta | In trasferta | In trasferta | In trasferta | In trasferta | In trasferta | Totale | Totale | Totale | Totale | Totale | Totale | DR |
| Competizione | Punti | G       | V       | N       | P       | Gf      | Gs      | G            | V            | N            | P            | Gf           | Gs           | G      | V      | N      | P      | Gf     | Gs     | DR |
| ------------ | ----- | ------- | ------- | ------- | ------- | ------- | ------- | ------------ | ------------ | ------------ | ------------ | ------------ | ------------ | ------ | ------ | ------ | ------ | ------ | ------ | -- |
| Serie B      | 6     | 2       | 2       | 0       | 0       | 5       | 2       | 0            | 0            | 0            | 0            | 0            | 0            | 2      | 2      | 0      | 0      | 5      | 2      | +3 |
| Coppa Italia | -     | 1       | 1       | 0       | 0       | 2       | 1       |              |              |              |              |              |              | 1      | 1      | 0      | 0      | 2      | 1      | +1 |
| Totale       | -     | 3       | 3       | 0       | 0       | 7       | 3       | 0            | 0            | 0            | 0            | 0            | 0            | 3      | 3      | 0      | 0      | 7      | 3      | +4 |

### Andamento in campionato
| Giornata  | 1 | 2 | 3 | 4 | 5 | 6  | 7 | 8 | 9  | 10 | 11 | 12 | 13 | 14 | 15 | 16 | 17 | 18 | 19 | 20 | 21 | 22 | 23 | 24 | 25 | 26 | 27 | 28 | 29 | 30 | 31 | 32 | 33 | 34 | 35 | 36 | 37 | 38 |
| --------- | - | - | - | - | - | -- | - | - | -- | -- | -- | -- | -- | -- | -- | -- | -- | -- | -- | -- | -- | -- | -- | -- | -- | -- | -- | -- | -- | -- | -- | -- | -- | -- | -- | -- | -- | -- |
| Luogo     | C | C | T | C | T | C  | T | C | T  | C  | T  | C  | T  | T  | C  | T  | C  | T  | C  | T  | T  | C  | T  | C  | T  | C  | T  | C  | T  | C  | T  | C  | C  | T  | C  | T  | C  | T  |
| Risultato | V | V | P | V | P | P  | V | N | P  | P  | V  | V  | N  | N  | N  | V  | V  | N  | N  | N  | N  | P  | V  | P  |    |    |    |    |    |    |    |    |    |    |    |    |    |    |
| Posizione | 5 | 2 | 6 | 4 | 5 | 11 | 7 | 8 | 12 | 16 | 12 | 7  | 10 | 11 | 9  | 9  | 7  | 7  | 8  | 9  | 8  | 10 | 10 | 10 |    |    |    |    |    |    |    |    |    |    |    |    |    |    |

Legenda:

Luogo: C = Casa; T = Trasferta. Risultato: V = Vittoria; N = Pareggio; P = Sconfitta.

### Statistiche dei giocatori
| Giocatore       | Serie B  | Serie B | Serie B     | Serie B    | Coppa Italia | Coppa Italia | Coppa Italia | Coppa Italia | Totale   | Totale | Totale      | Totale     |
| Giocatore       | Presenze | Reti    | Ammonizioni | Espulsioni | Presenze     | Reti         | Ammonizioni  | Espulsioni   | Presenze | Reti   | Ammonizioni | Espulsioni |
| --------------- | -------- | ------- | ----------- | ---------- | ------------ | ------------ | ------------ | ------------ | -------- | ------ | ----------- | ---------- |
| D. Adorni       | 17       | 1       | 8           | 0          | 2            | 0            | 0            | 0            | 19       | 1      | 8           | 0          |
| M. Antonucci    | 23       | 2       | 5           | 0          | 2            | 0            | 0            | 0            | 25       | 2      | 5           | 0          |
| E. Baldini      | 22       | 7       | 1           | 0          | 2            | 0            | 0            | 0            | 24       | 7      | 1           | 0          |
| A. Benedetti    | 17       | 0       | 7           | 0          | 1            | 0            | 1            | 0            | 18       | 0      | 8           | 0          |
| G. Beretta      | 18       | 2       | 1           | 0          | 1            | 0            | 0            | 0            | 19       | 2      | 1           | 0          |
| S. Branca       | 17       | 2       | 6           | 1          | 2            | 0            | 0            | 0            | 19       | 2      | 6           | 1          |
| T. Cassandro    | 13       | 0       | 7           | 0          | 2            | 0            | 1            | 0            | 15       | 0      | 8           | 0          |
| V. Ciriello     | 2        | 0       | 0           | 0          | 0            | 0            | 0            | 0            | 2        | 0      | 0           | 0          |
| L. Cuppone      | 5        | 0       | 1           | 0          | 1            | 0            | 0            | 0            | 6        | 0      | 1           | 0          |
| A. Danzi        | 15       | 0       | 2           | 0          | 2            | 0            | 1            | 0            | 17       | 0      | 3           | 0          |
| D. Del Fabro    | 3        | 0       | 1           | 0          | 0            | 0            | 0            | 0            | 3        | 0      | 1           | 0          |
| D. Donnarumma   | 15       | 0       | 2           | 0          | 2            | 1            | 0            | 0            | 17       | 1      | 2           | 0          |
| C. D'Urso       | 14       | 0       | 2           | 0          | 2            | 0            | 0            | 0            | 16       | 0      | 2           | 0          |
| D. Frare        | 16       | 2       | 4           | 0          | 2            | 0            | 1            | 0            | 18       | 2      | 5           | 0          |
| M. Gargiulo     | 1        | 0       | 0           | 0          | 1            | 0            | 0            | 0            | 2        | 0      | 0           | 0          |
| S. Icardi       | 5        | 0       | 0           | 0          | 0            | 0            | 0            | 0            | 5        | 0      | 0           | 0          |
| E. Kastrati     | 22       | -21     | 4           | 1          | 1            | -1           | 0            | 0            | 23       | -22    | 4           | 1          |
| K. Laribi       | 4        | 0       | 1           | 0          | 0            | 0            | 0            | 0            | 4        | 0      | 1           | 0          |
| A. Mattioli     | 13       | 0       | 6           | 0          | 0            | 0            | 0            | 0            | 13       | 0      | 6           | 0          |
| F. Manfrin      | 0        | 0       | 0           | 0          | 0            | 0            | 0            | 0            | 0        | 0      | 0           | 0          |
| L. Maniero      | 3        | -4      | 0           | 0          | 1            | -3           | 0            | 0            | 4        | -7     | 0           | 0          |
| V. Mastrantonio | 7        | 0       | 0           | 0          | 0            | 0            | 0            | 0            | 7        | 0      | 0           | 0          |
| D. Mazzocco     | 18       | 0       | 2           | 0          | 1            | 0            | 0            | 0            | 19       | 0      | 2           | 0          |
| O. Okwonkwo     | 20       | 7       | 2           | 0          | 1            | 1            | 0            | 0            | 21       | 8      | 2           | 0          |
| N. Pavan        | 18       | 0       | 8           | 0          | 0            | 0            | 0            | 0            | 18       | 0      | 8           | 0          |
| R. Perticone    | 17       | 0       | 2           | 0          | 0            | 0            | 0            | 0            | 17       | 0      | 2           | 0          |
| N. Smajlaj      | 0        | 0       | 0           | 0          | 1            | 0            | 0            | 0            | 1        | 0      | 0           | 0          |
| C. Tavernelli   | 12       | 0       | 2           | 0          | 1            | 0            | 0            | 0            | 13       | 0      | 2           | 0          |
| M. Tounkara     | 12       | 0       | 2           | 2          | 1            | 1            | 0            | 0            | 13       | 1      | 2           | 2          |
| L. Varela       | 4        | 0       | 0           | 0          | 0            | 0            | 0            | 0            | 4        | 0      | 0           | 0          |
| S. Visentin     | 0        | 0       | 0           | 0          | 0            | 0            | 0            | 0            | 0        | 0      | 0           | 0          |
| A. Vita         | 24       | 3       | 3           | 0          | 2            | 0            | 0            | 0            | 26       | 3      | 3           | 0          |